# Balidarcha cuis
Balidarcha cuis är en fjärilsart som beskrevs av Dyar 1914. Balidarcha cuis ingår i släktet Balidarcha och familjen mott. Inga underarter finns listade i Catalogue of Life.